# Acatepec, Acatepec
Acatepec är en ort i Mexiko.   Den ligger i kommunen Acatepec och delstaten Guerrero, i den sydöstra delen av landet, 230 km söder om huvudstaden Mexico City. Acatepec ligger 1 748 meter över havet och antalet invånare är 2 238.
Terrängen runt Acatepec är kuperad åt sydost, men åt nordväst är den bergig. Runt Acatepec är det ganska glesbefolkat, med 42 invånare per kvadratkilometer. Acatepec är det största samhället i trakten. I omgivningarna runt Acatepec växer huvudsakligen savannskog.